# O’Kane (Schiff)
Die USS O’Kane (DDG-77) ist ein Zerstörer der Arleigh-Burke-Klasse. Die United States Navy hat das Schiff nach Konteradmiral Richard O’Kane benannt, einem U-Boot-Kommandanten im Zweiten Weltkrieg.

## Geschichte
DDG-77 wurde 1994 bestellt und im März 1997 bei Bath Iron Works auf Kiel gelegt. Bereits im März des folgenden Jahres konnte die Einheit vom Stapel laufen. Nach der Endausrüstung und den Werfterprobungsfahrten konnte die O’Kane im Oktober 1999 in Dienst gestellt werden.
Im Juli 2001 startete der Zerstörer mit der Carl Vinson seinen ersten Einsatz, der im Januar 2002 nach Missionen zur Unterstützung der Operation Enduring Freedom beendet war. Im Sommer des Jahres nahm das Schiff an der Übung RIMPAC teil. 2003 verlegte die O’Kane wegen der Operation Iraqi Freedom in den Nahen Osten und war in den Landangriff per Tomahawk-Marschflugkörper eingebunden.
2005 operierte der Zerstörer, wiederum mit der Carl Vinson, am Horn von Afrika, 2006 nahm sie ein zweites Mal an RIMPAC teil. Anfang 2007 lief das Schiff als Teil der Gruppe um die John C. Stennis aus und nahm im August an der Übung Valiant Shield teil. 2008 wurde die O’Kane wieder im Rahmen der Übung RIMPAC eingesetzt. 2009 nahm sie an Übungen mit den japanischen Meeresselbstverteidigungsstreitkräften teil. Im Juli 2010 verlegte der Zerstörer in den Nahen Osten, unter anderem im Rahmen der National Missile Defense.
In Vorbereitung zu Operationen im Kampf gegen den IS verlegte die O’Kane gemeinsam mit dem Flugzeugträger George H. W. Bush sowie den Zerstörern Arleigh Burke und Truxtun im Juni 2014 in den Persischen Golf.